# Xestia sincera
Espèce
Xestia sincera est une espèce de papillons de nuit de la famille des Noctuidae. Il est gris, avec une envergure de 36 à 39 mm.